# Cornelis Schut

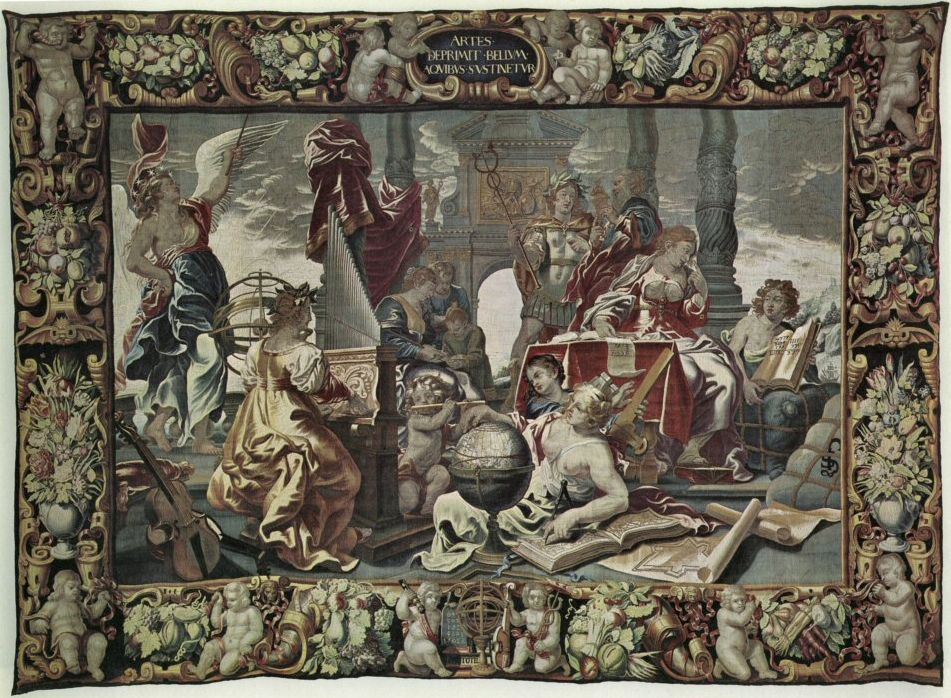
Siedem sztuk wyzwolonych – tapiseria zaprojektowana przez Cornelisa Schuta, ok. 1675; 366 × 519 cm, Gruuthuse museum, Brugia

Cornelis Schut (ur. 13 maja 1597 w Antwerpii, zm. 29 kwietnia 1655 tamże) – flamandzki malarz barokowy, aktywny we Włoszech i Antwerpii.
Początkowo tworzył pod wpływem Abrahama Janssensa, podczas pobytu we Włoszech w latach 1624-1627 zetknął się z włoskim malarstwem barokowym i poznał twórczość Pietro da Cortona, Guercino i Domenichino. W Rzymie został członkiem założycielem Bentvueghels, stowarzyszenia malarzy niderlandzkich działających w Italii.
Po powrocie do Antwerpii malował pod wpływem włoskich mistrzów obrazy o tematyce religijnej, projektował również tkaniny ozdobne, zajmował się rysunkiem i rytownictwem. Był członkiem gildii św. Łukasza.